# Roy Donders
Roy Donders (Tilburg, 28 februari 1991) is een Nederlandse ondernemer, stilist, kapper en volkszanger, die vooral bekend werd van het televisieprogramma Roy Donders: Stylist van het Zuiden.

## Biografie
Donders werd geboren in de Tilburgse wijk Broekhoven. Hij startte een kledingwinkel in de naastgelegen wijk Groenewoud en werd tevens actief als kapper en stilist. Hij richtte zich daarvoor op vrouwen uit volksbuurten en woonwagenkampen. Aanvankelijk probeerde hij een carrière als volkszanger op te bouwen en gaf meerdere singles uit. Hij nam deel aan de mini-playbackshow en trad op in Life & Cooking. In het RTL 4-programma Gypsy Girls was hij voor het eerst te zien als stilist op de Nederlandse televisie.
Eind 2013 maakte hij voor RTL 5 het televisieprogramma Roy Donders: Stylist van het Zuiden, dat hoge kijkcijfers wist te behalen. In het televisieprogramma lanceerde hij een huispakkenlijn. Bij de presentatie werden alle 2000 exemplaren in een middag verkocht. Op 31 december 2013 was hij een van de kandidaten in de oudejaarsaflevering van het tv-programma Ik hou van Holland, op persoonlijk verzoek van presentatrice Linda de Mol. De door hem gezongen openingstune van het programma Ga voor Goud kwam op 4 januari 2014 op nummer 100 binnen in de Single Top 100.
Carlo Boszhard persifleerde hem in 2014 als vast personage in het televisieprogramma De TV Kantine. Donders werd neergezet als een luchtige man, die voortdurend met haarlak spuit en worstenbroodjes eet. In de eerste aflevering van het seizoen werd ook zijn moeder gepersifleerd, in het onderdeel Roy Donders: Stylist om te huilen. Zelf speelde hij een gastrol in aflevering 2 van dit seizoen.
In mei 2014 sloot Donders een contract met Jumbo Supermarkten. Die verkocht onder zijn naam zogenaamde 'juichpakken', oranje huispakken in het kader van het wereldkampioenschap voetbal 2014 die in combinatie met een spaaractie konden worden gekocht. Er werden er 150.000 gemaakt, die in een week waren uitverkocht. Samen met zanger René Froger en acteur Frank Lammers was Donders te zien in de reclamecampagne Juich voor Oranje, die Jumbo in de weken rond het WK voerde. Tijdens het concert dat The Rolling Stones op 7 juni 2014 op Pinkpop gaven, vroeg Mick Jagger in het Nederlands aan Ron Wood: "Wie is je kapper? Roy Donders?"
In oktober 2016 maakte hij de overstap van RTL naar SBS6. In 2018 was Donders een van de kandidaten van het SBS6-programma Stelletje Pottenbakkers! Hij kwam uiteindelijk als winnaar uit de strijd.
Op 4 december 2018 werd zijn kledingwinkel in Tilburg failliet verklaard door de rechtbank Zeeland-West-Brabant.
In 2019 was Donders een van de deelnemers van het twintigste seizoen van het RTL 4-programma Expeditie Robinson, hij viel als zesde af en eindigde op de 15e plaats. In 2021 deed hij mee aan De Alleskunner VIPS.

## Televisiewerk

### Eigen realityseries
- 2013-2017: Roy Donders: Stylist van het Zuiden (7 seizoenen; RTL 5 / SBS6)
- 2023-heden: Roy Donders altijd wat bijzonders (1 seizoen; TLC)

### Overige tv-programma's
- 2012: Gypsy Girls (RTL 4)
- 2014: De TV Kantine (RTL 4)
- 2015: Alles mag op vrijdag (RTL 4, deelnemer)
- 2016: De Vreemde Eend (SBS6, deelnemer)
- 2018: Stelletje Pottenbakkers! (SBS6, kandidaat)
- 2018: Een goed stel hersens (RTL 4, deelnemer)
- 2019: De Gordon tegen Dino Show (SBS6, deelnemer)
- 2019: Expeditie Robinson (RTL 4, deelnemer)
- 2019: Dancing on Ice (SBS6, kandidaat)
- 2020: Lang leve de liefde (SBS6, kandidaat)[11]
- 2021: De Alleskunner VIPS (SBS6, kandidaat)
- 2022: Secret Duets (RTL 4, secret singer)
- 2022: Wie De Boer Niet Kent (RTL 4, gast)
- 2022: Fout maar goud (RTL 4, secret guest)
- 2022: Code van Coppens: De wraak van de Belgen (SBS6, kandidaat)
- 2023: Ik hou van Holland (SBS6, deelnemer)
- 2023: DNA Singers (RTL 4, bekend familielid)
- 2023: Waku Waku (KRO-NCRV, deelnemer)
- 2024: Moordfeest (SBS6, deelnemer)
- 2025: Het Holland Huis (SBS6, gastartiest)
- 2025: De Allesweter VIPS (SBS6, deelnemer)

## Film
In het voorjaar van 2017 verzorgde Donders de stem van Hippe Smurf in de bioscoopfilm Smurfs: The Lost Village. In 2023 was Donders als zichzelf te zien in de bioscoopfilm De Grote Sinterklaasfilm en de strijd om pakjesavond.

## Discografie

### Singles
| Single met eventuele hitnotering(en) in de Nederlandse Top 40 | Datum van verschijnen | Datum van binnenkomst | Hoogste positie | Aantal weken | Opmerkingen                  | Itunes  |
| ------------------------------------------------------------- | --------------------- | --------------------- | --------------- | ------------ | ---------------------------- | ------- |
| Wat zijn ze lekker                                            | 2017                  | -                     | -               | -            | Met Patty Brard              | Nr. 20* |
| Hoor je 't ritme van m'n hart (boem boem)                     | 2016                  | -                     | -               | -            | -                            | Nr. 26  |
| Kom dichterbij                                                | 2016                  | -                     | -               | -            | -                            | Nr. 13  |
| Lalalelale                                                    | 2015                  | -                     | -               | -            | -                            | Nr. 79  |
| Ik wil jou                                                    | 2014                  | -                     | -               | -            | Nr. 100 in de Single Top 100 | Nr. 36  |
| Ik ben een jongen van de handel                               | 2014                  | -                     | -               | -            | Cover van Zanger Gerard      | Nr. 47  |
| Ga voor goud                                                  | 2013                  | -                     | -               | -            | -                            | Nr. 35  |